# Düpp

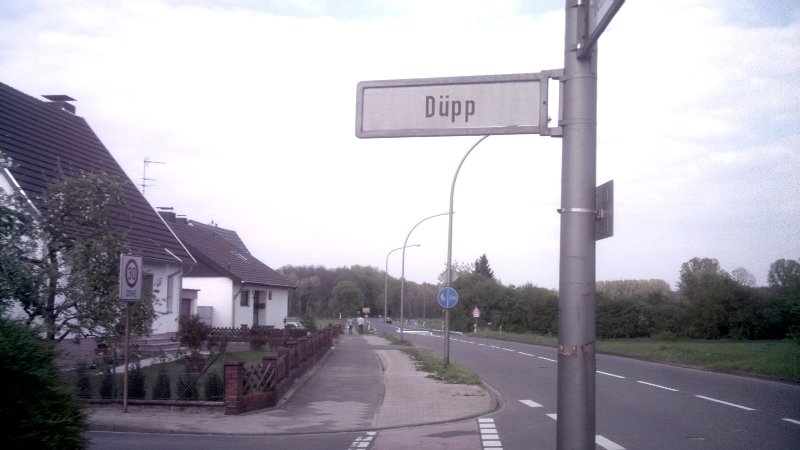
Am nördlichen Rand von Düpp stößt die Straße Düpp, von der sich der Name des Ortsteils herleitet, auf die Kreisstraße 18, den Beckersweg.

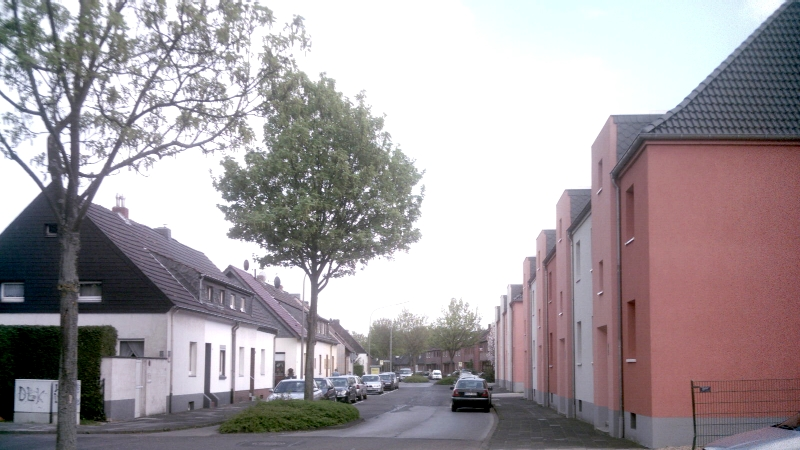
Die Straße Donker Weg
in Richtung Westen.

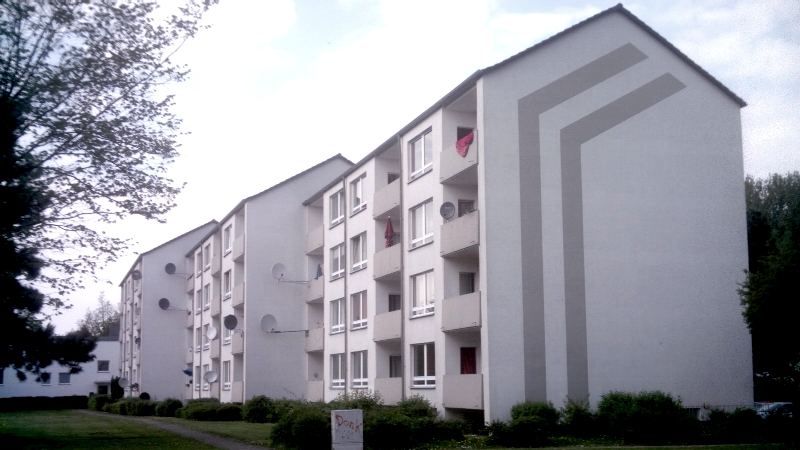
Wohnblock in Düpp.

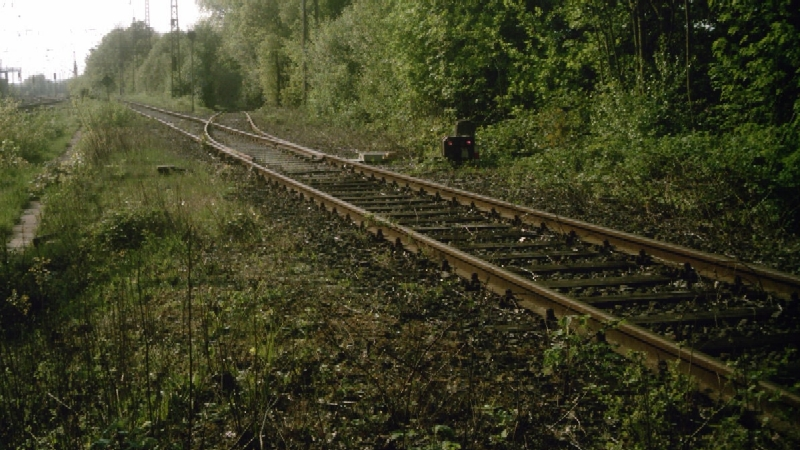
Gütergleisabzweigung nach rechts von der Spitzkehre in Düpp.

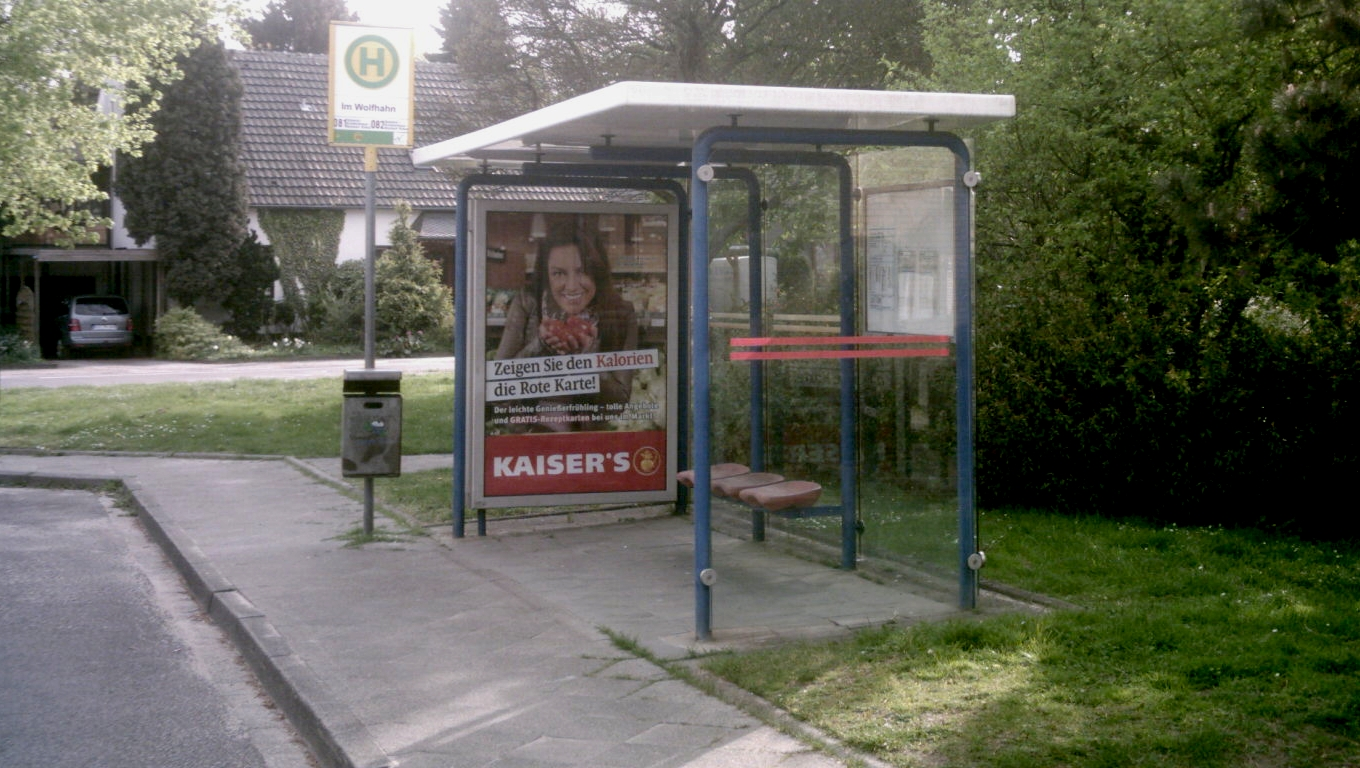
Die Haltestelle Im Wolfhahn
ist die Endstation der beiden
NWV-Buslinien 081 und 082.

Düpp ist ein Ortsteil der nordrhein-westfälischen Kreisstadt Viersen. Innerhalb des Viersener Stadtgebiets liegt Düpp im Osten des Stadtbezirks Alt-Viersen, ca. 2 km nordwestlich der Stadtgrenze zu Mönchengladbach bei Neuwerk-Donk. Innerhalb Nordrhein-Westfalens gehört Düpp außerdem zur Region Niederrhein und zählt darüber hinaus als Ortsteil von Viersen zur Metropolregion Rhein-Ruhr. Frühere Bezeichnungen für das Gebiet waren in der Tenten, in der Diebde, in der Duybde, in der Diepten oder aen der Douben. Postalisch wird Düpp nicht zur Altviersener Innenstadt, sondern zu den südlichen und östlichen Außenbereichen Alt-Viersens gerechnet und hat daher die Postleitzahl 41748.

## Geschichte
Düpp ist ein junger Stadtteil. Zur Franzosenzeit, also um das Jahr 1800 herum, war das Gebiet noch so gut wie unbewohnt. Auf älteren preußischen Landkarten lässt sich noch zum Ende des 19. Jahrhunderts nur eine spärliche Besiedlung feststellen, die aus wenigen, verstreut liegenden Einzelhäusern oder -gehöften entlang der heutigen Straße Düpp besteht. Der heutige Stadtteil ist also im Wesentlichen erst im Laufe des 20. Jahrhunderts entstanden, ein Großteil der Wohnsubstanz nach Art der Architektur auch erst nach dem Zweiten Weltkrieg.

## Verkehr

### Straßenverkehr
Hauptverkehrsadern von Düpp sind im Wesentlichen zwei Kreisstraßen:
- In West-Ost-Richtung, von Robend kommend, der Donker Weg. Ab der Kreuzung mit der Kreisstraße 18 (Bachstraße bzw. Beckersweg) wird der Donker Weg in Richtung Westen zur Kreisstraße 6, die nach Donk führt.
- In Richtung Südwest-Nordost die Kreisstraße 18, die als Bachstraße von Hamm kommt und nördlich der Kreuzung mit dem Donker Weg als Beckersweg weiterführt Richtung Niers. Kurz vor der Niers endet die K18 an der L29 (Krefelder Straße), der früheren B 7.

Die Eichenstraße verbindet Düpp außerdem mit der südlichen Altviersener Innenstadt und dem Bereich des Viersener Bahnhofs.

### Schienenverkehr
Die Eisenbahnstrecke von Duisburg nach Mönchengladbach führt am südlichen Ortsrand von Düpp vorbei. Einen Bahnhof gibt es hier allerdings nicht und hat es auch nicht gegeben.
Die von Düpp aus nächstgelegenen Bahnhöfe, die noch in Betrieb sind, sind heute der Bahnhof Viersen, der Mönchengladbacher Hauptbahnhof sowie der Bahnhof Anrath.

Im Bereich von Düpp zweigt außerdem ein Gütergleis mithilfe einer Spitzkehre von der Eisenbahnhauptstrecke ab, die hier über einen in Hochlage errichteten Bahndamm verläuft. Das Gütergleis führt schließlich ebenerdig durch den Bereich von Düpp hindurch bis zu einem Schrottplatz im benachbarten Robend. Bei der erwähnten Spitzkehre handelt es sich um ein Überbleibsel der früheren Bahnstrecke von Viersen nach Neuss, die ansonsten zwischen Viersen und Kaarst stillgelegt und weitestgehend demontiert ist.

### Busverkehr
Als Ortsteil von Viersen zählt Düpp zum Tarifgebiet des Verkehrsverbunds Rhein-Ruhr. Die Viersener Niederrheinwerke bedienen den Ortsteil Düpp mit insgesamt zwei Buslinien:
| Typ | Linie | Strecke | Hinweise                                                                                   |
| --- | ----- | --- | ------------------------------------------------------------------------------------------ |
|     | 081   | Düpp, Im Wolfhahn ↔ Robend ↔ Krefelder Str. ↔ Viersen, Busbf. ↔ Viersen, Gereonsplatz ↔ Hoser ↔ Bockert, Kreuz       | Niederrheinwerke Viersen                                                                   |
|     | 082   | Düpp, Im Wolfhahn ↔ Stadtwaldallee ↔ Viersen, Bf. ↔ Viersen, Gereonsplatz ↔ Viersen, Busbf. ↔ Hoser ↔ Bockert, Kreuz | Niederrheinwerke Viersen, in Hoser wird zusätzlich die Haltestelle "Eigenheim" angefahren. |
|     |       | | (Stand: Mai 2011)                                                                          |

### Radwanderwege
Düpp wird von mehreren offiziell ausgewiesenen Radwanderwegen berührt oder durchquert:
- Die internationale Radwanderstrecke Fietsallee am Nordkanal überquert auf dem Weg von Mönchengladbach-Donk Richtung Stadtpark Robend am südlichen Ortsrand von Düpp die Bachstraße.[9]
- Der Hauptfahrweg der NiederRheinroute führt auf dem Weg von Mönchengladbach-Donk in die Viersener Innenstadt durch Düpp hindurch.[9]
- Außerdem führt auch ein Teilabschnitt des Euroga-Radwegsystems durch Düpp hindurch.[9]

## Die nähere Umgebung
| Rahser Hülsdonk Robend   | Clörath                                     | Anrath Vennheide Neersen |
| Rintgen                  | Kompassrose, die auf Nachbargemeinden zeigt | VIE-Donk MG-Donk         |
| Unterbeberich Hamm Ummer | Heimer Helenabrunn                          | MG-Lockhütte             |